# David Kimutai Too
Ne pas confondre avec l'athlète David Kimutai Rotich.
David Kimutai Too (23 août 1968 - 31 janvier 2008) était un homme politique kényan, membre du Mouvement démocratique orange (ODM), le parti d'opposition de Raila Odinga lors des élections générales kényanes de 2007.

## Biographie
Après une formation d'enseignant, il devient professeur puis directeur d'un établissement de l'enseignement secondaire à Kericho. Membre du parti politique ODM, il est candidat à un poste de député lors des élections législatives de 2007.
Le 27 décembre 2007, il est élu député représentant de la circonscription électorale d'Ainamoi (district de Kericho) à l'Assemblée nationale du Kenya lors de ces élections organisées le même jour que l'élection présidentielle ayant abouti, elle, à la réélection contestée du président Mwai Kibaki.

### Assassinat
Le 31 janvier 2008, il est assassiné par arme à feu devant l’hôtel West Indies Hotel, dans la banlieue d'Eldoret. « M. Too venait de sortir de son véhicule en compagnie d'une femme (Eunice Chepkwony) qui est un officier de police. Les deux ont été tués par un policier motocycliste (Andrew Maoche) qui serait le petit ami de cette femme » a indiqué, sous couvert d'anonymat, un officier de police. L'enquête corrobore les premiers soupçons de la police, le mobile du meurtre est la jalousie.

Ce n'est pas l'avis de l'ODM, pour lequel il s'agit au contraire d'un « assassinat planifié par le gouvernement tendant à réduire le nombre de députés de l'ODM au parlement » : 

« C'est une machination pour voler la victoire du parti aux élections »

— Anyang' Nyong'o, secrétaire général de l'ODM

« Cela doit être les gens qui ont volé les élections qui veulent cacher leur piste »

— William Ruto, député de l'ODM
David Too est le deuxième député de l'ODM assassiné en quelques jours au Kenya. Melitus Mugabe Were, représentant à l'Assemblée nationale de la circonscription électorale d'Embakasi (Nairobi), avait été tué par balle dans la nuit du 28 au 29 janvier à Nairobi devant son domicile.
En réaction à ces deux homicides, les représentants de l'ODM quittent la table des négociations, dirigée par l'ancien secrétaire général des Nations unies Kofi Annan, en vue d'un accord sur le partage du pouvoir politique. Dès le lendemain, le parti ODM publie un communiqué où il « condamne bien sûr l’assassinat de son député, condamne également les violences de ces dernières semaines qu’il qualifie de nettoyage ethnique et il appelle le gouvernement à faire intervenir l’armée pour assurer la sécurité des communautés menacées et les évacuer éventuellement des zones où ces communautés sont en danger ».

Dans la province de la vallée du Rift, des Kalenjin, comme l'était le député assassiné, s'en prennent aux Gusii, comme l'est le policier Andrew Maoche.
David Too est inhumé le 9 février 2008 dans son village natal de Chepkioyo devant une foule estimée par la police à un millier de personnes.
Le 29 octobre 2009, Andrew Maoche est reconnu coupable du double homicide par la Haute cour (High Cour) de Nakuru et condamné à deux peines simultanées de dix ans de réclusion criminelle.